# Championnat de Syrie de football 1997-1998
Navigation
Saison 1996-1997 Saison 1998-1999
La saison 1997-1998 du Championnat de Syrie de football est la vingt-septième édition du championnat de première division en Syrie. Les quatorze meilleurs clubs du pays sont regroupés au sein d'une poule unique où ils s'affrontent deux fois au cours de la saison, à domicile et à l'extérieur. En fin de saison, les deux derniers sont relégués et remplacés par les deux meilleurs clubs de deuxième division. 
C'est le club d'Al Jaish Damas (ex-Army Club) qui remporte le championnat cette saison, après avoir terminé en tête du classement final avec quatorze points d'avance sur Al-Karamah SC et seize sur Hutteen SC. C'est le sixième titre de champion de Syrie de l'histoire du club, qui réussit même le doublé en s'imposant en finale de la Coupe de Syrie face à Al-Karamah.

## Les clubs participants
| - Al Mayadine - Promu de D2 - Al-Karamah SC - Al Ittihad Alep - Jableh SC - Al Wathba Homs - Al Shorta Damas - Al Yaqza | - Tishreen SC - Hutteen SC - Al Sho'ola Damas - Promu de D2 - Al Jihad Damas - Hurriya SC - Army Club - Al Majd Damas |

## Compétition

### Classement
Le barème utilisé pour établir le classement est le suivant :
- Victoire : 3 points
- Match nul : 1 point
- Défaite : 0 point

| Rang | Équipe               | Pts | J  | G  | N  | P  | Bp | Bc | Diff |
| ---- | -------------------- | --- | -- | -- | -- | -- | -- | -- | ---- |
| 1    | Al Jaish DamasC      | 62  | 26 | 19 | 5  | 2  | 58 | 17 | +41  |
| 2    | Al-Karamah SC -9     | 48  | 26 | 17 | 5  | 4  | 51 | 18 | +33  |
| 3    | Hutteen SC           | 46  | 26 | 13 | 7  | 6  | 59 | 24 | +35  |
| 4    | Jableh SC            | 43  | 26 | 12 | 7  | 7  | 40 | 32 | +8   |
| 5    | Tishreen SCT -1      | 41  | 26 | 13 | 3  | 10 | 40 | 37 | +3   |
| 6    | Al Ittihad Alep -2   | 37  | 26 | 11 | 6  | 9  | 48 | 34 | +14  |
| 7    | Hurriya SC -1        | 36  | 26 | 11 | 4  | 11 | 35 | 39 | -4   |
| 8    | Al Jihad Damas -4    | 33  | 26 | 10 | 7  | 9  | 30 | 32 | -2   |
| 9    | Al Wathba Homs -1    | 32  | 26 | 9  | 6  | 11 | 45 | 48 | -3   |
| 10   | Al Shorta Damas      | 30  | 26 | 8  | 6  | 12 | 33 | 40 | -7   |
| 11   | Al MayadineP -3      | 27  | 26 | 8  | 6  | 12 | 32 | 54 | -22  |
| 12   | Al Majd Damas        | 21  | 26 | 5  | 6  | 15 | 17 | 41 | -24  |
| 13   | Al Yaqza -1          | 15  | 26 | 2  | 10 | 14 | 24 | 58 | -34  |
| 14   | Al Sho'ola DamasP -3 | 10  | 26 | 2  | 7  | 17 | 21 | 59 | -38  |

|  | Champion de Syrie 1997-1998                                                           |
|  | Relégation directe en deuxième division                                               |
|  | T : Tenant du titre C : Vainqueur de la Coupe de Syrie P : Promu de deuxième division |

- Les raisons des différentes pénalités données aux clubs ne sont pas connues.

## Bilan de la saison
| Championnat de Syrie de football 1997-1998                        |                           |
| Champion                                                          | Al Jaish Damas (6e titre) |
| Coupes et trophées                                                |                           |
| Vainqueur de la Coupe de Syrie 1997-1998                          | Al Jaish Damas            |
| Qualifications continentales                                      |                           |
| Coupe d'Asie des clubs champions 1998-1999                        | Aucun                     |
| Coupe d'Asie des vainqueurs de coupe 1998-1999                    | Aucun                     |
| Promotions et relégations                                         |                           |
| Promus en Syrian League                                           | Al Wahda Damas            |
| Promus en Syrian League                                           | Al Shorta Alep            |
| Relégués en Championnat de Syrie de football de deuxième division | Al Yaqza                  |
| Relégués en Championnat de Syrie de football de deuxième division | Al Sho'ola Damas          |